# Olympische Sommerspiele 1988/Teilnehmer (Jordanien)
| Gelbes Symbol für Goldmedaillen mit stilisierten Olympischen Ringen | Graues Symbol für Silbermedaillen mit stilisierten Olympischen Ringen | Braundes Symbol für Bronzemedaillen mit stilisierten Olympischen Ringen |
| ------------------------------------------------------------------- | --------------------------------------------------------------------- | ----------------------------------------------------------------------- |
| —                                                                   | —                                                                     | —                                                                       |

Jordanien nahm an den Olympischen Sommerspielen 1988 in Seoul mit einer Delegation von sieben Athleten, fünf Männer und zwei Frauen, an neun Wettkämpfen in fünf Sportarten teil. Es konnten dabei keine Medaillen gewonnen werden.

## Teilnehmer nach Sportarten

### Bogenschießen
Frauen
- Iliana Biridakis
Einzel: 61. Platz

### Boxen
Männer
- Omar Dabaj
Mittelgewicht: 2. Runde

- Abidnasir Shabab
Halbweltergewicht: 1. Runde

### Fechten
Männer
- Ali Abuzamia
Degen, Einzel: 74. Platz

### Ringen
Männer
- Muneir Al-Masri
Leichtgewicht, griechisch-römisch: 2. Runde
Leichtgewicht, Freistil: 2. Runde

- Jihad Sharif
Fliegengewicht, griechisch-römisch: Rückzug nach 1. Runde
Fliegengewicht, Freistil: 2. Runde

### Tischtennis
Frauen
- Jaklein Al-Duqom
Einzel: 41. Platz (Gruppenphase)